# Skjørafjorden
Skjørafjorden eller Skjørin er en fjord i Roan og Åfjord kommuner i Trøndelag fylke i Norge. Fjorden går 12 kilometer mod sydøst til Nordskjørin i bunden af fjorden. Fjorden skiller Stoksund i sydvest fra Roan i nordøst.
Fjorden starter ved Synstholmen nord for nordøst for Gjæsinga og Flesafjorden. Bebyggelsen Kiran ligger på nordsiden af fjorden. Fjorden går mod sydøst  før den drejer mod nordøst. I det sydligste hjørne af fjorden går Sunnskjørin 1,5 kilometer mod syd til gården med samme navn. Fjorden drejer mod nordøst efter Joskjør på nordsiden.
Nordøst for Joskjør ligger gården Skjørin som har givet navn til fjorden. 
Fylkesvej 14  går langs hele nordsiden af fjorden. 

## Referanser
1. ↑  Skjørafjorden på SNL.no
2. ↑  Skjørafjorden på Norgeskart.no fra Statens kartverk